# Ait Ben Yacoub
Ait Ben Yacoub (franska: Ait Ben Yacoub (CR), Ait Ben Yacoub (Commune Rurale), arabiska: الدخيسة) är en kommun i Marocko.   Den ligger i provinsen Midelt och regionen Drâa-Tafilalet, 210 km sydost om huvudstaden Rabat. Antalet invånare är 4 310.